# Athletic Club of Port of Spain
L'Athletic Club of Port of Spain, noto semplicemente come AC Port of Spain o Port of Spain e in precedenza come North East Stars Football Club, è una società calcistica trinidadiana.

## Storia
Il North East Stars è una squadra di calcio professionistico che attualmente gioca nella Trinidad and Tobago's Professional Football League. La squadra gioca nel Sangre Grande Regional Complex, in Sangre Grande, Trinidad. 
La squadra si unì alla Professional Football League, che iniziò nella stagione del 2002, dopo aver precedentemente giocato nella Trinidad's ECFU league. La squadra si unì alla lega con l'intenzione esplicita di rappresentare il nord-est di Trinidad.
La prima stagione per la squadra fu terribile, ultima in campionato con un triste record di 4 vittorie, 2 pareggi, e 22 sconfitte. Comunque la situazione migliorò nel 2003 passando dall'ultimo al terzo posto, con uno score di 19-7-10. La squadra migliorò ulteriormente nel 2004, sorprendendo tutti e vincendo il campionato dominandolo con uno score di 14-5-2. 
Jerren Nixon finì la stagione 2004 come miglior marcatore della Lega con 33 gol, 19 in più di Randolph Jerome secondo a 14.

## Dettagli cronologici del club
I North East Stars nacquero nel 2000, in una zona tranquilla di Sangre Grande situato in prossimità del North Eastern College. Nella zona vi erano molti ragazzi dotati di talento.
Non fu perciò una sorpresa quando, nel 2000, il Sig. Darryl Mahabir decise di raggruppare tutti questi giovani di talento e di dargli l'opportunità di mettere in mostra le loro abilità sui campi di calcio di Trinidad e Tobago. 
Fu un inizio molto umile ed intraprendente nel 2000, quando il North East Stars fece la sua grande entrata nel football locale. Una combinazione di giocatori provenienti da Providence Street e Toco creò un importante impatto nell'Economall Millennium League. 
Con tamburi e altri strumenti musicali, per i sostenitori del North East Stars FC fu un momento memorabile e indimenticato, mentre il resto degli spettatori ricordava il passato, quando una volta il calcio era sport di villaggio. 
Incoraggiato dall'impatto creato dalla partecipazione della squadra di calcio a questa competizione, aggiunto all'entusiasmo della comunità, il Sig. Darryl Mahabir, un giovane imprenditore di talento, iniziò a lavorare per rinforzare il North East Stars Football Club, che ogni giorno cresceva in popolarità e forza. 
Quindi vi fu l'affiliazione alla Trinidad and Tobago Football Federation, attraverso l'adesione nell'Eastern Counties Football Union.
Nel contempo, North East Stars avevano tre squadre nel National Under Fourteen Tournament, sponsorizzato da Milo. Una delle squadre arrivò ai "big eight playoffs". 
I giocatori attraverso le parole d'ordine "duro lavoro, sacrificio, e lotta" continuarono ad entusiasmare e, a livello nazionale, progredirono verso il più alto e prestigioso livello di calcio in Trinidad e Tobago.
Si avviò un piano strategico durante la prima stagione per guadagnare l'esperienza necessaria per realizzare l'obiettivo finale di divenire “Una Squadra Campione,” entro uno spazio ragionevole di tempo, quattro o cinque anni. 
Nel 2003 l'inizio del P.F.L. ha portato una più brillante e più progressiva stagione per i “Giant Killers”, nuovo soprannome del North East Stars F.C. È migliorato molto, sia in termini organizzativi delle risorse umane che delle competenze. Ha ristrutturato la società, chiamando anche giocatori provenienti dai Caraibi, tra cui Saint Vincent e Grenadine e Guyana. 
Il North East Stars F.C. ha vinto da allora il 2003 National FA Trophy. Nel 2004, ha vinto il T&T Pro League.

## Palmarès

### Competizioni nazionali
- Campionato di calcio di Trinidad e Tobago: 3

2004, 2017, 2023-2024
- Coppa di Trinidad e Tobago: 2

2003, 2014-2015
- Trinidad e Tobago Classic: 1

2012
- Trinidad e Tobago Goal Shield: 1

2010

### Altri piazzamenti
- Campionato trinidadiano:

Terzo posto: 2003, 2008
- Trinidad & Tobago FA Cup:

Finalista: 2006, 2010-2011
- Coppa di Lega di Trinidad e Tobago:

Finalista: 2006

## Rosa 2008-2009
| N. |                              | Ruolo | Calciatore      |
| -- | ---------------------------- | ----- | --------------- |
| 02 | Guyana (bandiera)            | P     | Andrew Durrant  |
| 00 | Trinidad e Tobago (bandiera) | P     | Tristan Charles |
| 21 | Trinidad e Tobago (bandiera) | D     | Anthony Haynes  |
| 19 | Trinidad e Tobago (bandiera) | D     | Glenton Wolfe   |
| 11 | Trinidad e Tobago (bandiera) | D     | John Stewart    |
| 23 | Trinidad e Tobago (bandiera) | D     | Kerwyn Navarro  |
| 20 | Trinidad e Tobago (bandiera) | D     | Marlon Stoute   |
|    | Trinidad e Tobago (bandiera) | D     | Sterling Arjoon |
|    | Tobago (bandiera)            | D     | Uz Taylor       |
| 1  | Trinidad e Tobago (bandiera) | C     | Akeil Guevara   |

| N. |                              | Ruolo | Calciatore         |  |
| -- | ---------------------------- | ----- | ------------------ |  |
| 4  | Trinidad e Tobago (bandiera) | C     | Anthony Wolfe      |  |
| 15 | Trinidad e Tobago (bandiera) | C     | Keston Pierre      |  |
|    | Trinidad e Tobago (bandiera) | C     | Keron Neptune      |  |
| 22 | Trinidad e Tobago (bandiera) | C     | Lindsie Sherwood   |  |
| 10 | Trinidad e Tobago (bandiera) | C     | Sean Cooper        |  |
| 25 | Trinidad e Tobago (bandiera) | A     | Kevin Jeffrey      |  |
| 14 | Trinidad e Tobago (bandiera) | A     | Keion Robley       |  |
|    | Trinidad e Tobago (bandiera) | A     | Kevin Nelson       |  |
| 13 | Trinidad e Tobago (bandiera) | A     | Sylvester Teesdale |  |